# 卡尔·盖格尔
卡尔·盖格尔（德語：Karl Geiger，1993年2月11日—），德国男子跳台滑雪运动员。他曾代表德国参加2018年和2022年冬季奥林匹克运动会跳台滑雪比赛，获得一枚银牌和二枚铜牌。

## 外部連結
- 卡尔·盖格尔在FIS (ski jumping)（英语）
- 卡尔·盖格尔在Olympics.com（英语）
- 卡尔·盖格尔在Olympedia（英语）
- 卡尔·盖格尔在German Olympic Sports Confederation（德语）